# 三都书院
三都书院，位于中国广东省揭阳市普宁市占陇镇下村，为普宁市的一个市级文物保护单位，类型为古建筑，公布时间为1988年。属下村村地界，位于玉溪村东、龙秋村西。
三都书院的历史年代为清道光十年（1830）。